# Маалюля
Маалюля (араб. معلولا, арам. ܡܥܠܐ) — місто в Сирії. Розташоване в провінції Дамаск, за 55 км на північний схід від міста Дамаска. Це одне з небагатьох поселень, де населення розмовляє арамейською мовою. У місті є декілька християнських монастирів, найважливішими з яких є греко-католицький монастир Святих Сергія та Вакха та греко-православний монастир Святої Фекли Рівноапостольної.

## Галерея

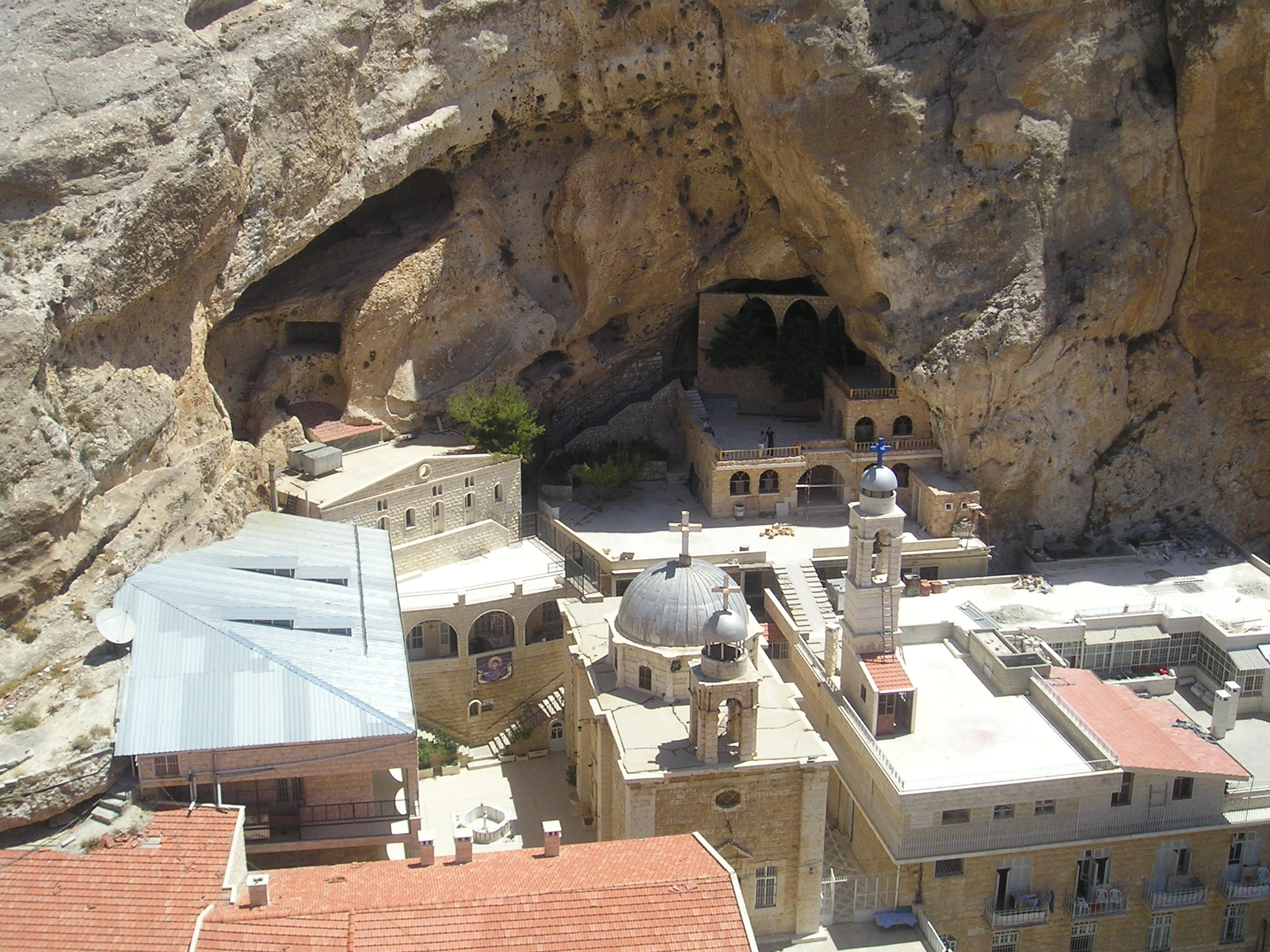
Монастир Святої Фекли
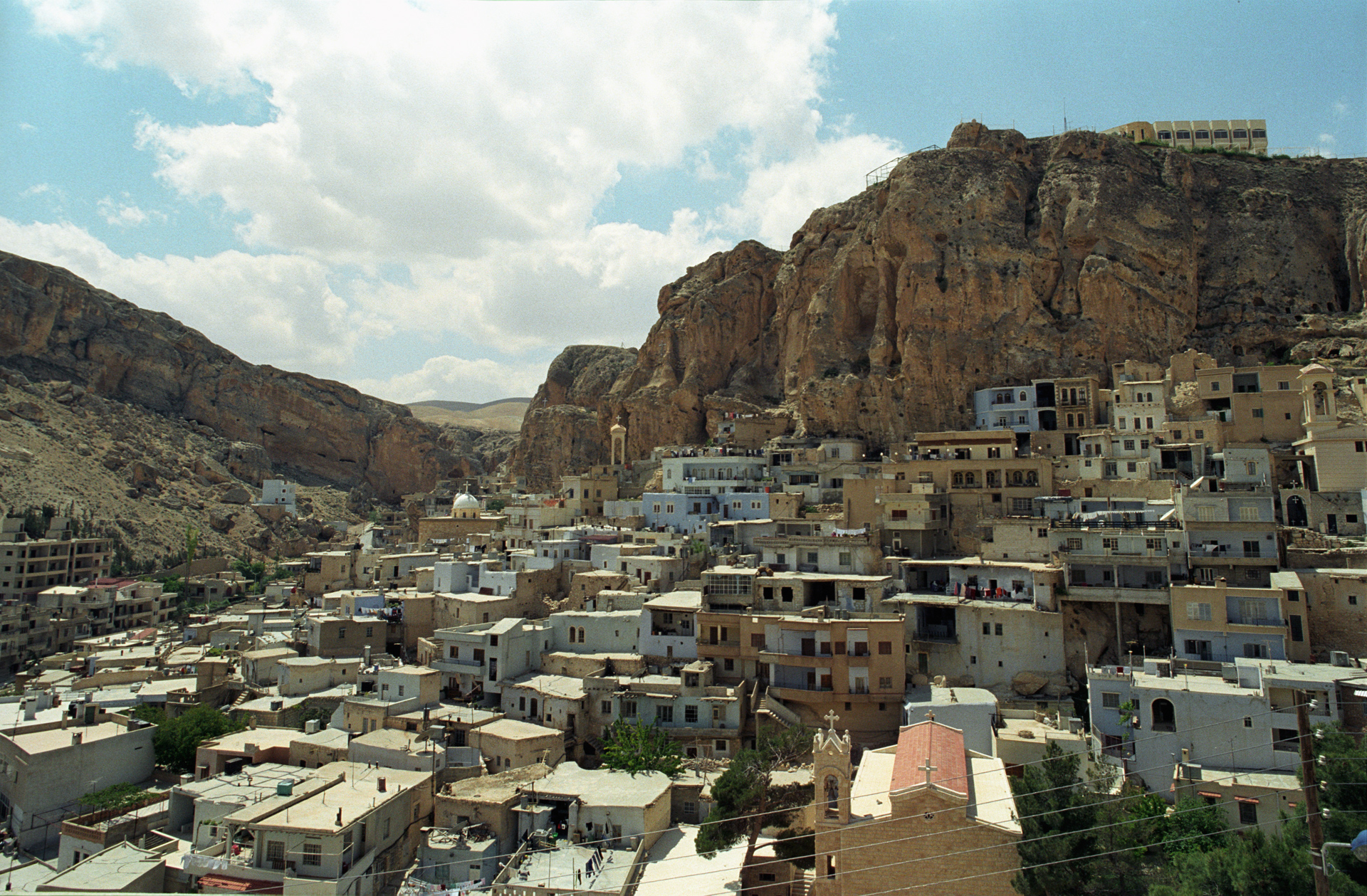
Вид на місто